# Velkua
Velkua este o fostă comună din Finlanda.